# Wanda Ferro
Wanda Ferro (Catanzaro, 24 marzo 1968) è una politica italiana, sottosegretario di Stato al Ministero dell'interno dal 2 novembre 2022, presidente della Provincia di Catanzaro dal 28 aprile 2008 al 12 ottobre 2014 e deputata per Fratelli d'Italia dal 2018.

## Biografia
Dopo essersi diplomata al liceo linguistico, si è laureata in lettere moderne presso l'Università della Calabria.
Durante gli anni 1990 ha avuto una relazione con Luigi "Gino" Sparacio, boss di cosa nostra a Messina (coniugato a quel tempo). Nei vari processi in cui è stata chiamata come testimone ha sempre dichiarato di non essere stata a conoscenza della reale identità dell’uomo.
Nel 2012 è stata nominata Vicepresidente del Parco Nazionale della Sila.
È nubile e senza figli.

## Attività politica

### Gli inizi
Esponente del Movimento Sociale Italiano (MSI), nel 1995 aderisce alla svolta di Fiuggi di Gianfranco Fini e alla fondazione di Alleanza Nazionale.
Alle elezioni amministrative del 1997 viene eletta consigliere comunale di Catanzaro nelle liste di Alleanza Nazionale a sostegno del candidato sindaco di centrodestra Sergio Abramo, venendo poi rieletta alla successiva tornata elettorale del 2001 e diventando anche assessore alla cultura nella giunta comunale presieduta da Abramo fino al 2006, quando viene eletta per la terza volta in Consiglio.
Alle elezioni provinciali del 2004 viene eletta consigliere della provincia di Catanzaro nelle liste di AN nel collegio Catanzaro IV, ottenendo il 21,25%, a sostegno del candidato presidente di centrodestra Michele Traversa.
Alle elezioni politiche del 2006 si candida alla Camera dei Deputati per la circoscrizione Calabria nelle liste di AN, ma non è eletta.

### Presidente della Provincia di Catanzaro
A seguito delle dimissioni del presidente della Provincia Traversa nel 2008 per candidarsi alla Camera in vista delle imminenti elezioni politiche e della convocazione anticipata delle elezioni provinciali per il 13-14 aprile, viene candidata a presidente della provincia di Catanzaro da una coalizione di centro-destra formata da: Il Popolo delle Libertà, Movimento per le Autonomie, Nuovo PSI, La Destra-Fiamma Tricolore, Partito Repubblicano Italiano e le liste civiche "Popolari Europei per le Libertà" e "Per la Calabria". Il 14 aprile, dopo aver ottenuto il 45,91% dei voti al primo turno, accede al ballottaggio contro il candidato del centro-sinistra Pietro Amato, fermo al 35,71%. Al ballottaggio del 27-28 aprile viene eletta Presidente, raccogliendo il 60,05% dei voti contro il 39,95% di Amato. È la prima donna a essere eletta presidente della provincia di Catanzaro, nonché presidente di una provincia della Calabria.
Dal 2008 è Presidente della sezione regionale dell'UPI, l'Unione delle Province Calabresi.
È stata coordinatrice provinciale di Alleanza Nazionale fino al 2009, quando il partito è confluito nel Popolo della Libertà, del quale nel 2012 è stata nominata coordinatrice della provincia di Catanzaro. 
Il 16 novembre 2013, con la sospensione delle attività del Popolo delle Libertà, aderisce alla ricostituita Forza Italia di Silvio Berlusconi.

### Corsa alla Presidenza della Regione Calabria
Nel 2014 viene candidata presidente alle elezioni regionali in Calabria, venendo appoggiata dalla coalizione di centro-destra composta da Forza Italia, Fratelli d'Italia-Alleanza Nazionale e dalla lista civica "Casa delle Libertà". Tuttavia, il 23 novembre perde la competizione, ottenendo il 23,59% dei voti contro il 61,41% dell'ex presidente della Provincia di Cosenza Mario Oliverio. Nel 2017 entra a far parte del Consiglio Regionale della Calabria per effetto di una sentenza della Consulta che le riconosce il seggio quale seconda classificata tra i candidati alla presidenza, subentrando a Giuseppe Mangialavori.
Agli inizi di dicembre 2017 lascia Forza Italia e aderisce a Fratelli d'Italia di Giorgia Meloni, partecipando al congresso nazionale del partito a Trieste e divenendo successivamente commissaria regionale del partito.

### Elezione a deputata
Alle elezioni politiche del 2018 viene candidata alla Camera nel collegio uninominale Calabria - 06 (Vibo Valentia) per la coalizione di centro-destra (in quota Fratelli d'Italia) e viene eletta deputata con il 35,82% dei voti contro la candidata del Movimento 5 Stelle Dalila Nesci (32,66%) e lo sfidante del centro-sinistra, in quota Partito Democratico, Bruno Censore (25,12%). Per questo motivo, il 7 giugno si dimette dalla carica di consigliere regionale della Regione Calabria, lasciando il posto al neo senatore Giuseppe Mangialavori, che comunque lascerà il consiglio regionale pochi giorni più tardi, optando per Palazzo Madama.

#### Candidatura a sindaca di Catanzaro
Alle elezioni amministrative del 2022 si candida a sindaco di Catanzaro, venendo sostenuta dal suo partito (con il vicepresidente della Camera Fabio Rampelli che partecipa alla campagna elettorale), ma non dalle altre forze del centro-destra, che appoggiano o il docente universitario Valerio Donato (Forza Italia, Lega, Cambiamo!, Italia al Centro) o il presidente dell’Ordine degli avvocati di Catanzaro Antonello Talerico (Noi con l'Italia). Al primo turno del 12 giugno ottiene il 9,16% dei voti, arrivando quarta e non accedendo al ballottaggio, ma venendo eletta consigliera comunale nel capoluogo calabrese.

### Sottosegretario agli Interni
Alle elezioni politiche anticipate del 2022 viene ricandidata alla Camera sia nel collegio uninominale Calabria - 03 (Catanzaro), sostenuta dalla coalizione di centro-destra, che nelle file di Fratelli d'Italia come capolista nel collegio plurinominale Calabria - 01 e in seconda posizione nel collegio plurinominale Sicilia 2 - 03, dove viene rieletta deputata nell'uninominale con il 39,15% (pari a 53 799 voti), davanti a Elisa Scutellà del Movimento 5 Stelle (28,49%) e a Giuseppina Iemma del centro-sinistra (20,48%).
Con la vittoria del centro-destra alle politiche del 2022 e la seguente nascita del governo presieduto da Giorgia Meloni, il 31 ottobre 2022 viene indicata dal Consiglio dei Ministri come sottosegretario di Stato al Ministero dell'interno nel governo Meloni, entrando in carica dal 2 novembre e affiancando il ministro Matteo Piantedosi.